# Павле Радоман
Павле Радоман (Браћени, 13. јун 1913 — Београд, 18. мај 2007) био је доктор биолошких наука, професор Универзитета у Београду.

## Биографија
Студије биологије окончао је на Филозофском факултету Универзитета у Београду (група биологија) 1938. године. До избијања Другог свјетског рата био је асистент на Медицинском факултету у Београду. Учесник је устанка у Црној Гори, а у периоду 1942 — 1943. био је интерниран у затворима у Италији. Послије рата бавио се проблемима везаним за организацију Министарства просвете Србије, Синдиката просвјетних радника Југославије и Централног вијећа Савеза синдиката Југославије. За професора средње школе при Универзитету у Београду постављен је 1952. године, а потом је биран за асистента, доцента (1955), ванредног (1960) и редовног професора (1967) у Институту за зоологију на Природно-математичком факултету у Београду. Био је декан Природно-математичког и Биолошког факултета, као и дугогодишњи управник Института за зоологију у Београду. Академску 1956/57. годину провео је на специјализацији у Оксфорду. На матичном факултету предавао је предмет "Органска еволуција".
Са научног аспекта, проф. Радоман се нарочито бавио еволуционом систематиком, упоредном морфологијом и биогеографијом, првенствено различитих група слатководних пужева хидробиида (Hydrobiidae) – махом ендемита и реликата југоисточне Европе и Мале Азије. Описао је преко 70 врста и преко 20 родова нових за науку.
Написао је велики број средњошколских и универзитетских уџбеника, три монографије и преко седамдесет научних радова.

## Дјела
- Живот и његова еволуција
- Теорија органске еволуције